# Rumours
| 전문가 평가                   | 전문가 평가             |
| 총 점수                       | 총 점수                 |
| 출처                          | 점수                    |
| ----------------------------- | ----------------------- |
| 메타크리틱                    | 99/100 (deluxe version) |
| 평가 점수                     |                         |
| 출처                          | 점수                    |
| AllMusic                      | [ 2 ]                   |
| Blender                       | [ 3 ]                   |
| Christgau's Record Guide      | A                       |
| Entertainment Weekly          | A                       |
| The Independent               | [ 6 ]                   |
| Mojo                          | [ 7 ]                   |
| Pitchfork                     | 10/10                   |
| Rolling Stone                 | [ 9 ]                   |
| The Rolling Stone Album Guide | [ 10 ]                  |
| Uncut                         | [ 11 ]                  |

《Rumours》는 1977년 2월 4일, 워너 브라더스 레코드가 발매한 영국과 미국의 록 밴드 플리트우드 맥의 열한 번째 스튜디오 음반이다. 1976년 캘리포니아주에서 주로 녹음되었으며, 켄 케일랏, 리처드 데셧와 함께 밴드에 의해 프로듀싱을 맡았다. 그 밴드는 그들의 유명한 1975년 음반의 상업적 성공을 확장하기를 원했지만 녹음을 시작하기 전에 관계 단절과 고군분투했다. 《Rumours》 스튜디오 세션은 이 음반의 가사를 형성한 밴드 멤버들 간의 쾌락주의와 다툼으로 특징지어졌다.
"팝 음반"을 만들려는 의도로 녹음된 이 음반의 음악은 악센트의 리듬과 로즈 피아노펜더 로즈나 해먼드 B3 오르간과 같은 전기 키보드로 특징지어지는 팝 록과 소프트 록 사운드를 특징으로 했다. 멤버들은 대부분의 녹음 세션에 코카인을 참여시키고 사용했으며, 혼합 과정으로 인해 코카인의 완성이 지연되었으나 1976년 말에 끝났다. 이 음반이 발매된 후, 플리트우드 맥은 전세계적인 홍보 투어를 시작했다. 《Rumours》는 미국 빌보드 200과 영국 음반 차트에서 모두 정상을 차지했고, 이 밴드의 가장 성공적인 음반이 되었다. 〈Go Your Own Way〉, 〈Dreams〉, 〈Don't Stop〉, 〈You Make Loving Fun〉 등의 곡이 싱글로 발매되어 모두 미국 톱 10에 진입했다.
1978년 그래미 올해의 앨범상을 받은 《Rumours》는 그 후 전 세계적으로 4000만 장 이상이 팔리면서 가장 많이 팔린 음반 목록 중 하나가 되었으며, 미국, 캐나다, 호주 등 여러 나라에서 다이아몬드 인증을 받았다. 이 음반은 세 명의 성악가들 사이의 상호작용으로 자주 의존하고 서로 다른 장르의 음악적 행위들의 작업에 영감을 준, 프로듀싱의 질과 하모니를 중심으로 하여 비평가들로부터 폭넓은 찬사를 받았다.
종종 플리트우드 맥의 베스트 음반으로 여겨지는 이 음반은 1970년대와 역대 최고의 음반의 몇 개의 출판물 리스트에 실렸다. 2004년에는 밴드 내 긴장감으로 원곡에서 제외되었던 〈Silver Springs〉와 녹음 세션에서 아웃테이크의 보너스 CD를 추가하여 《Rumours》를 리메이크하여 재발행하였다. 2018년, 이 음반은 내셔널 레코딩 레지스트리에 보존하기 위해 선정되었으며, 미국 의회도서관에서 "문화적으로, 역사적으로, 또는 예술적으로 중요한" 것으로 간주되었다.

## 배경
1975년 7월, 플리트우드 맥의 열 번째 음반은 상업적으로 큰 성공을 거두었고, 1976년 미국에서 1위에 올랐다. 이 음반의 가장 큰 히트 싱글인 〈Rhiannon〉은 밴드에게 광범위한 라디오 노출을 주었다. 당시 플리트우드 맥의 라인업은 기타리스트 겸 보컬리스트 린지 버킹엄, 드러머 믹 플리트우드, 키보디스트 겸 보컬리스트 크리스틴 맥비, 베이시스트 존 맥비, 보컬리스트 스티비 닉스로 구성되어 있었다. 6개월간의 투어 끝에 맥비 부부는 이혼했고, 8년간의 결혼 생활을 끝냈다. 그 커플은 서로 사회적으로 대화하는 것을 멈추고 음악적인 문제만 논의했다. 1975년 기타리스트 밥 웰치가 탈퇴한 후 플리트우드 맥 이전에 밴드에 합류했던 버킹엄과 닉스는 온/오프 관계를 맺고 있었고, 이로 인해 그들은 자주 싸우게 되었다. 두 사람의 논쟁은 그들이 함께 곡 작업을 할 때 비로소 멈췄다. 플리트우드는 두 아이의 어머니인 아내 제니가 가장 친한 친구와 바람을 피우고 있다는 사실을 알게 된 후 가정적인 문제에 직면했다.
밴드 멤버들의 삶에 대한 언론의 개입은 부정확한 이야기로 이어졌다. 크리스틴 맥비는 심각한 질병으로 병원에 입원한 것으로 알려졌으며, 버킹엄과 닉스는 플리트우드의 딸 루시와 함께 찍은 후 그녀의 부모로 선언되었다. 언론은 또한 원래 플리트우드 맥 멤버였던 피터 그린, 대니 커완, 제레미 스펜서가 10주년 투어를 위해 돌아온다는 소문에 대해 썼다. 잘못된 보고에도 불구하고, 그 밴드는 멤버들이 새 음반을 위한 녹음이 시작되기 전에 헤어짐을 받아들일 시간이 없었음에도 불구하고 라인업을 바꾸지 않았다. 플리트우드는 스튜디오 작업에 참석하기 위해 모든 사람들이 하는 "엄청난 감정적 희생"에 주목했다. 1976년 초, 플리트우드 맥은 플로리다에서 새로운 트랙을 만들었다. 창립 멤버인 플리트우드와 존 맥비는 그들의 이전 프로듀서인 키스 올슨이 리듬 섹션을 더 낮게 강조하는 것을 선호했기 때문에 그들의 서비스를 폐지하기로 결정했다. 이 듀오는 밴드의 관심사를 대표하기 위해 씨디 매니지먼트라는 회사를 설립했다.

## 곡 목록
| #  | 제목                       | 작사·작곡     | 리드 보컬       | 재생 시간 |
| -- | -------------------------- | ------------- | --------------- | --------- |
| 1. | 〈Second Hand News〉       | 린지 버킹엄   | 버킹엄          | 2:43      |
| 2. | 〈Dreams〉                 | 스티비 닉스   | 닉스            | 4:14      |
| 3. | 〈Never Going Back Again〉 | 버킹엄        | 버킹엄          | 2:02      |
| 4. | 〈Don't Stop〉             | 크리스틴 맥비 | C. 맥비, 버킹엄 | 3:11      |
| 5. | 〈Go Your Own Way〉        | 버킹엄        | 버킹엄          | 3:38      |
| 6. | 〈Songbird〉               | C. 맥비       | C. 맥비         | 3:20      |

| #  | 제목                     | 작사·작곡                                     | 리드 보컬    | 재생 시간 |
| -- | ------------------------ | --------------------------------------------- | ------------ | --------- |
| 1. | 〈The Chain〉            | 버킹엄, 믹 플리트우드, C. 맥비, 존 맥비, 닉스 | 버킹엄       | 2:43      |
| 2. | 〈You Make Loving Fun〉  | C. 맥비                                       | C. 맥비      | 3:31      |
| 3. | 〈I Don't Want to Know〉 | 닉스                                          | 닉스, 버킹엄 | 3:11      |
| 4. | 〈Oh Daddy〉             | C. 맥비                                       | C. 맥비      | 3:54      |
| 5. | 〈Gold Dust Woman〉      | 닉스                                          | 닉스         | 4:51      |

## 인증
| 국가                                                                                         | 인증          | 판매량/출하량 |
| -------------------------------------------------------------------------------------------- | ------------- | ------------- |
| 오스트레일리아 (ARIA)                                                                        | 13× 플래티넘  | 950,000       |
| 오스트레일리아 (ARIA) video                                                                  | 2× 플래티넘   | 30,000^       |
| 벨기에 (BEA)                                                                                 | 골드          | 0*            |
| 캐나다 (뮤직 캐나다)                                                                         | 2× 다이아몬드 | 2,000,000^    |
| 덴마크 (IFPI Danmark)                                                                        | 2× 플래티넘   | 40,000        |
| 프랑스 (SNEP)                                                                                | 플래티넘      | 380,700       |
| 독일 (BVMI)                                                                                  | 5× 골드       | 1,250,000^    |
| 홍콩 (IFPI 홍콩)                                                                             | 플래티넘      | 15,000*       |
| 일본 (RIAJ)                                                                                  | 골드          | 0^            |
| 네덜란드 (NVPI)                                                                              | 플래티넘      | 165,000       |
| 뉴질랜드 (RMNZ)                                                                              | 13× 플래티넘  | 195,000^      |
| 남아프리카 공화국 (RiSA)                                                                     | 2× 골드       | 50,000*       |
| 스페인 (PROMUSICAE)                                                                          | 골드          | 50,000^       |
| 영국 (BPI)                                                                                   | 14× 플래티넘  | 4,200,000     |
| 영국 (BPI) video sales 2004-2017                                                             | 골드          | 25,000*       |
| 미국 (RIAA)                                                                                  | 2× 다이아몬드 | 20,000,000^   |
| 요약                                                                                         |               |               |
| 전세계                                                                                       | —             | 40,000,000    |
| *판매량을 기반으로 한 인증 · ^출하량을 기반으로 한 인증 · 판매량+스트리밍을 기반으로 한 인증 |               |               |